# جامعة ويسترن أونتاريو
جامعة ويسترن أونتاريو أو جامعة أونتاريو الغربية ((بالإنجليزية: University of Western Ontario)‏ أو اختصارًا (UWO)، هي جامعة للبحث العام، تقع في مدينة لندن (أونتاريو)، وهي واحدة من أقدم الجامعات في كندا، التي تأسست في عام 1878 من قبل المطران اسحق هيلموث (Isaac_Hellmuth) والانجليكانية أبرشية هيرن (بالإنجليزية: Diocese of Huron)‏. كلية هيرن، أنشئت في عام 1863 كمدرسة إنجيلية لاهوتية، توفر الأساس للدخول إلى الجامعة الجديدة. تغطي الجامعة مساحة 1.6 كيلومتر مربع من الأراضي على شمال فرع من نهر التيمز، والحرم الرئيسي يتكون من 75 مبنى. توسعت الجامعة في أراضي خارج نطاق الحرم الرئيسي. تُصدر الجامعة جريدة رسمية التي هي عضو في ك.و.ب (CUP).